# Bujruk Veerapur, Haveri
Bujruk Veerapur là một làng thuộc tehsil Haveri, huyện Haveri, bang Karnataka, Ấn Độ.